# Cerkev svatého Michala Archanděla
Cerkev svatého Michala Archanděla (ukrajinsky: Церква святого Михайла) je dřevěná řeckokatolická cerkev v Užoku v Zakarpatské Ukrajině v okrese Užhorod.
Cerkev je zařazena na seznamu památek UNESCO

## Historie
Podle legendy cerkev původně stála na kopci, ale pro mnohé byla těžko dostupná a tak byla přestěhována blíže k silnici. 
Cerkev byla dokončena 11. června 1745. Stavitelé byli Pavlo Tomiv z vesnice Bitlja Ivan Cyganin z vesnice Tychyj. V roce 1751 (biskupská návštěva) je uvedena jako nová cerkev, která je vybavena všemi knihami a dvěma zvony.
V roce 1895 byla stavba svatyně nadzvednuta, aby mohly být vyměněny spodní trámy srubů. Oprava byla provedena z iniciativy kurátora Petera Hyryče.
V období první světové války byly zvony rekvírovány pro válečné účely. Po válce byly pořízeny nové zvony, ale pro větší váhu nebyly zavěšeny do zvonice cerkve.
Cerkev je od 19. století velmi populární. Byla velmi často fotografována a její fotografie publikovány v časopisech, knihách a brožurách. Mnoho zakarpatských umělců se věnovalo ztvárnění této umělecké památky.
Dne 21. června 2013 na 37. zasedání Výboru pro světové dědictví UNESCO, které se konalo v Kambodži, byla cerkev svatého Michala včetně s dalšími dřevěnými cerkvemi v karpatském regionu v Polsku a na Ukrajině zařazeny na seznam světového dědictví UNESCO.

## Architektura

### Exteriér
Cerkev je bojkovský typ, podélná stavba tří věžových srubů s dominantní střední části. Stavba je tvořena třemi dřevěnými roubenými sruby na čtvercovém půdorysu, centrální srub je širší a nejvyšší. Sruby jsou ukončeny jehlanovými střechami. Nad oltářem je stavba snížená a nad babincem je empora zvýšená o rámovou zvonici s otevřenou arkádou, ale nižší než střední část. Stavební materiálem jsou smrkové trámy, cerkev je krytá šindelem.

### Interiér
Vnitřní prostory mají ploché stropy, vyřezávaný ikonostas pochází z 18. století. Interiér cerkve dotváří kontrast mezi polotmavou nízkou verandou a majestátním otevřeným prostorem pod střechou v centrální místnosti. Dojem je umocněn dekorativní řezbářskou prací mezi babincem a hlavní lodí (navou).
Interiér byl v dobré víře opravován, ale je tím vážně poškozen: jsou instalovány nové přední dveře, hladké stěny jsou pokryty lepenkou, papírem a natřeny, ikony jsou překresleny, výzdobu tvoří plastové květiny atd.

## Zvonice
Dřevěná zvonice byla postavena v roce 1927 pro zavěšení nových zvonů, které nemohly být pro svou velkou hmotnost zavěšeny ve zvonici cerkve. Půdorys zvonice je čtvercový, přízemní patro je roubené s obvodovou pultovou střechou bez podpěr. Zvonice je zakončena nízkou jehlanovou střechou. Střechy jsou pobity plechovými tabulemi.

## Galerie

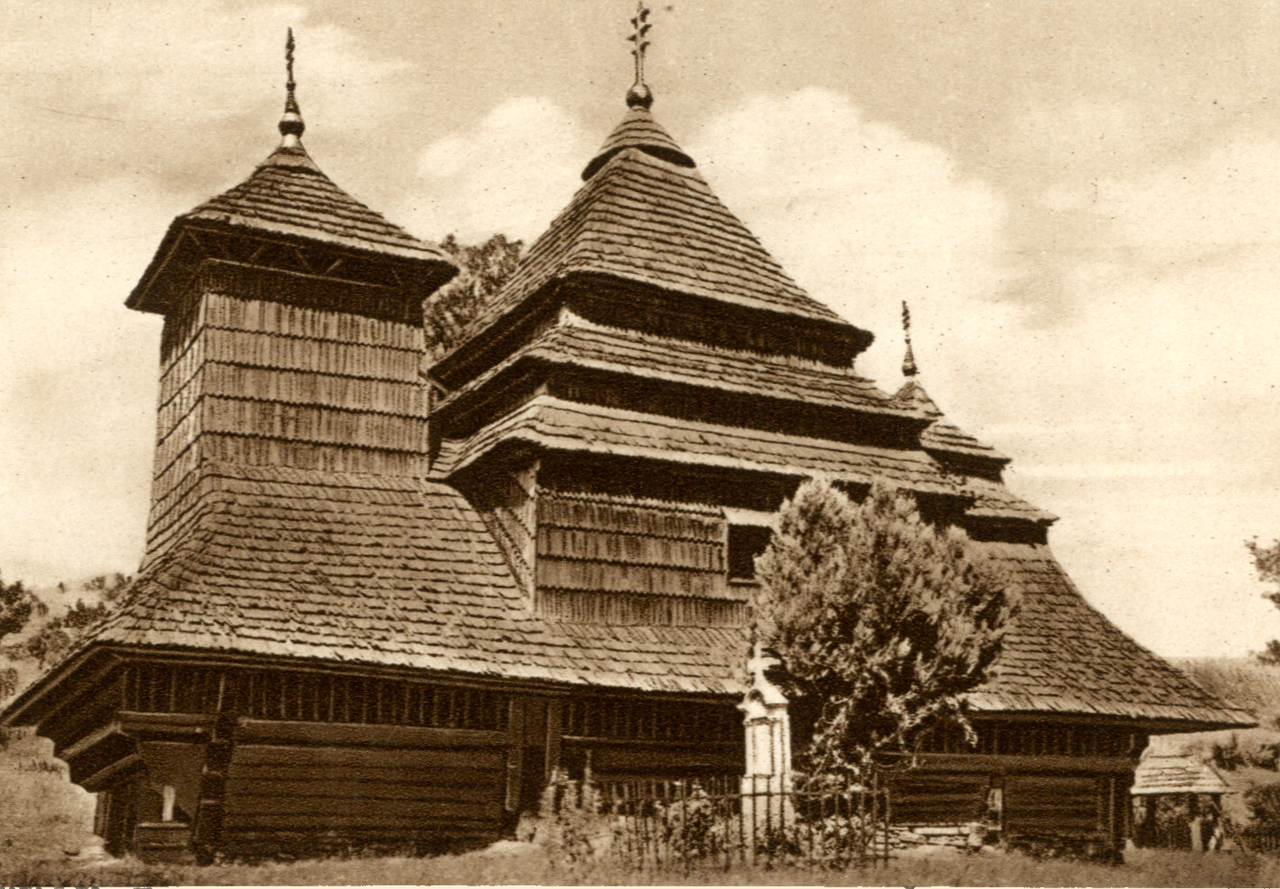
Cerkev na dobové pohlednici
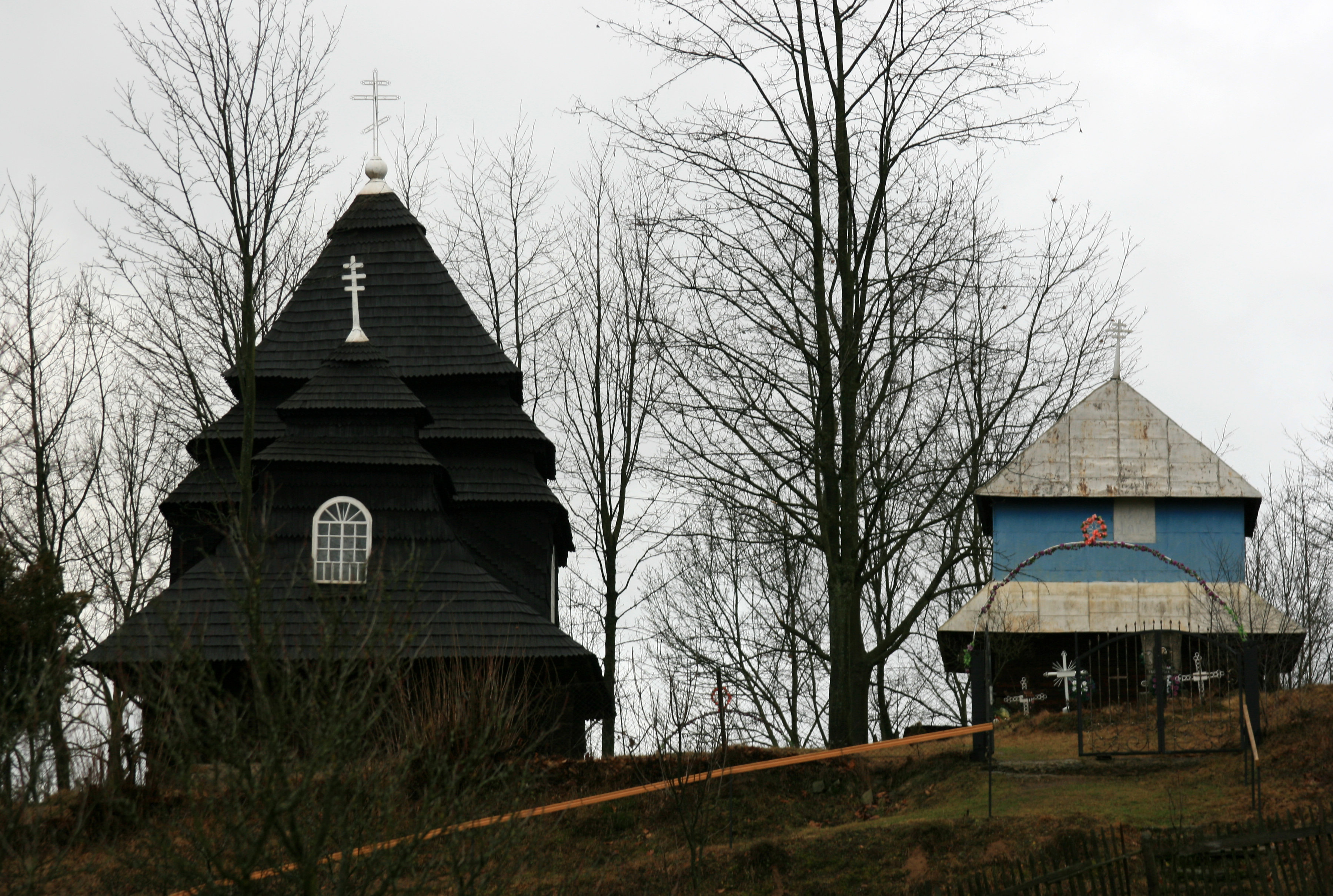
Cerkev se zvonicí
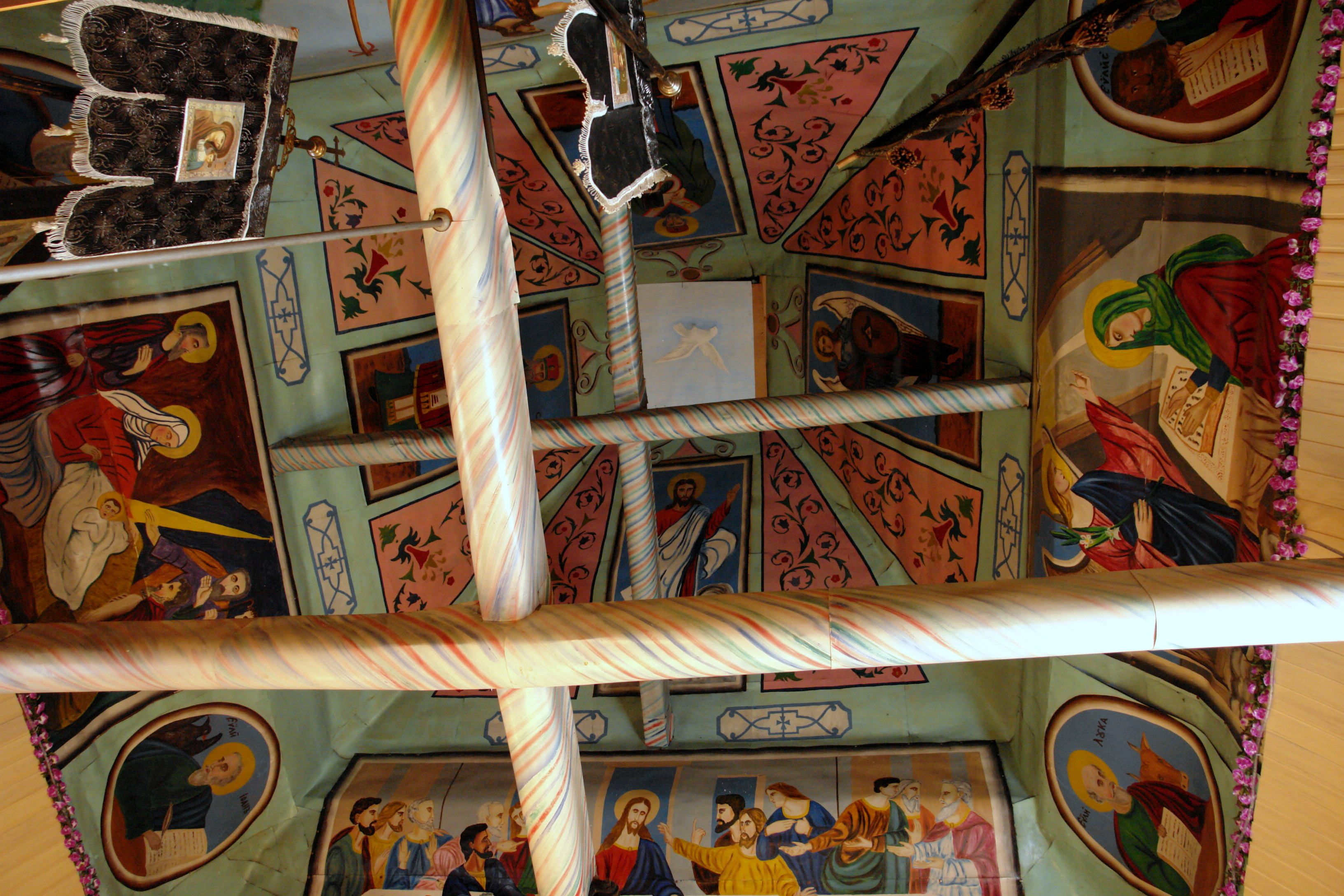
Interiér v lodi
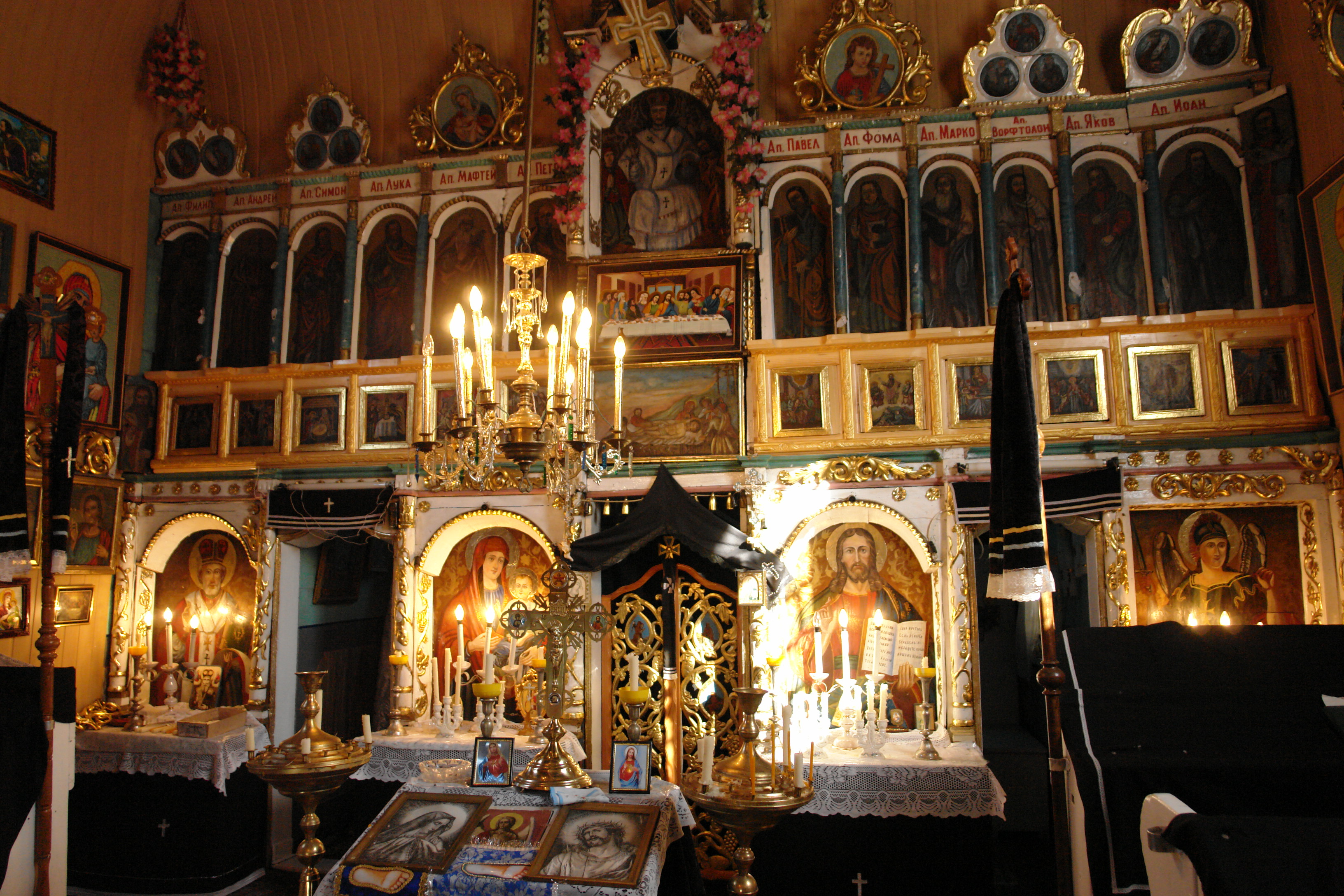
Interiér